# Urhøj (Svallerup Sogn)
Urhøj er en gravhøj og et af de højeste punkter langs Sjællands Vestkyst. Højens højeste punkt er 54 m over havets overflade og er beliggende 900 m fra kysten. Højen kan tilgåes fra vejen der fører til Urhøj Camping.
Omkring 600 m derfra findes Regnershøj, der er en anden gravhøj med en jættestue.
Urhøj (Svallerup Sogn) i Slots- og Kulturstyrelsens database
|  | Denne artikel om lokaliteten Urhøj (Svallerup Sogn) kan blive bedre, hvis der indsættes et (bedre) billede. Du kan hjælpe ved at afsøge Wikimedia Commons for et passende billede eller lægge et op på Wikimedia Commons med en af de tilladte licenser og indsætte det i artiklen. |

55°34′41″N 11°10′00″Ø / 55.5781°N 11.1667°Ø